# Meddle
Meddle je album progresivnega rocka skupine Pink Floyd, izdan 31. oktobra 1971 pri založbi Harvest Records. Je njihov šesti album. Izdelan je bil med različnimi turnejami skupine, od januarja do avgusta 1971. Posnet je bil na različnih lokacijah po Londonu, tudi v studiih Abbey Road Studios in Morgan Studios. Album je bil ob izdaji s strani glasbenih kritikov dobro sprejet in je bil takoj popularen v Veliki Britaniji, v Ameriki pa je bila prodaja ob izdaji slaba zaradi nezadostne publicitete.   

## O albumu
Skupina se je odločila izvajati serijo novih eksperimentov, ki so kasneje navdihnili najbolj prepoznavno pesem na albumu, 'Echoes'. Njihovi kasnejši albumi imajo centralno temo prek besedil, ki jih je v celoti napisal Roger Waters, Meddle pa je bil skupinsko delo s pevskimi vložki vseh članov. Po teh zgodnejših eksperimentih, ki so jih imenovali 'Nothings', je skupina ustvarila posnetke z naslovom 'Son of Nothings', tem pa je sledil naslov 'Return of the Son of Nothings', ki je bil tudi naslov albuma v delu.
Album je bil posnet preko daljšega časovnega obdobja, saj je skupina veliko koncertirala. Snemati so ga začeli v prvi polovici aprila 1971, prekinjeno pa je bilo zaradi nastopov po Evropi, na Vzhodu, v Avstraliji in v ZDA. V ZDA je bil izdan 31. oktobra, v VB pa 13. novembra 1971.Na angleški lestvici je dosegel tretje mesto, v ZDA pa 55. - kljub uspešnim in širokim turnejam. Večjo pozornost onkraj Atlantika so pridobili šele s ploščo za film La Vallee, s katero so se uvrstili med najboljših 50 na ameriški lestvici, pesem »Free Four« pa se je intenzivno vrtela na radijskih postajah (verjetno zaradi za Pink Floyd neobičajnega hitrega tempa).  
Obravnavan je kot tranzicijski album med dvema različnima slogoma skupine. Urednik strani AllMusic, Stephen Thomas Erlewine je Meddle označil za njihov najboljši album v njihovi programatični fazi - Pink Floyd v tem obdobju razvijejo za njih običajen eterični zvok, ki atmosferi navkljub jasno zrcali vplive rock in blues predhodnikov (1968–1973). 
Meddle je leta 1973 postal certificirano zlat in dvojno platinast leta 1994, ko je skupina zaradi večjih uspehov pritegnila več pozornosti v ZDA. 

## Kompozicija
Čeprav pesmi izražajo različna razpoloženja, Meddle še vedno velja za bolj povezan album kot album pred njim, Atom heart Mother. Instrumentalni pesmi ‘One of These Days’ , v kateri je le fraza 'One of these days I'm going to cut you into little pieces', ki jo je posnel bobnar Nick Mason, sledi ‘A pillow of winds’, ki je poznana kot ena tišjih akustičnih ljubezenskih pesmi v diskografiji skupine Pink Floyd. Ti dve pesmi se ena z drugo povezujeta z glasbenimi efekti (veter) in tehniko, ki je bila kasneje uporabljena tudi na albumu ‘Wish You Were Here’. Pesem 'Fearless' vsebuje tudi posnetke zbora 'The Kop choir', ki poje besedilo svoje nogometne himne: "You'll Never Walk Alone", s katero se skladba tudi konča.  'San tropez' je pop skladba s pridihom jazza, ki jo je napisal Waters v vedrem slogu. Navdih za pesem je bilo potovanje skupine na jug Francije leta 1970. Naslednji pesmi z naslovom 'Seamus' je skupina dodala posnetek zavijanja psa, ki ga je imel v varstvu Gilmour, ob glasbi.
Zadnja skladba na albumu je ‘Echoes’ in traja 23 minut. Prvič so jo izvajali 22. aprila v Norwichu pod naslovom ‘Return of the Son of Nothing’. Skladba se začne z Wrightowim zvenečim tonom – ene same note na klavirju, spuščene skozi ojačevalec. Skoraj v celoti je bila posneta v studiu Air Studios, dokončana pa je bila julija 1971. Po naslovu pesmi je poimenovan tudi kompilacijski album ‘Echoes: The Best of Pink Floyd‘, na katerem je tudi močno editirana verzija originalne skladbe, ki je zaradi več montaž skrajšana za približno sedem minut. Nekaj posnetega gradiva nastalega med ustvarjanjem albuma Meddle ni bilo uporabljenega, a je iz njega kasneje tudi nastala pesem ‘Brain Damage‘ na albumu The Dark Side of the Moon. "Echoes" mogoče še najbolje predstavlja spremembo sloga skupine iz psihedelične v progresivni rock in je popolno sinhrona s tretjim in četrtim delom Kubrickovega filma 2001: Odiseja v vesolju.

## Izgled
Sprva je Storm Thorgerson za naslovno sliko predlagal približano sliko zadka pavijana. Skupina ga je zavrnila in  mu sporočila, da bi raje imeli podobo ušesa pod vodo. Naslovno sliko albuma je fotografiral Bob Dowling. Slika predstavlja uho, ki je pod vodo in zbira zvočne valove. Thorgerson je kasneje izrazil svoje nezadovoljstvo z naslovnico s trditvijo, da mu je od vseh albumov Pink Floyd ovitek albuma Meddle najmanj pri srcu, ter da je Meddle veliko boljši kot njegova naslovnica. Na notranji strani zloženke je skupinska fotografija skupine.

## Seznam pesmi
| Prva stran      | Prva stran          | Prva stran                                     | Prva stran      | Prva stran |
| Št.             | Naslov              | Pisec                                          | Glavni vokal    | Dolžina    |
| --------------- | ------------------- | ---------------------------------------------- | --------------- | ---------- |
| 1.              | „One of These Days‟ | Gilmour, Waters, Wright,Mason                  |                 | 5:57       |
| 2.              | „A Pillow of Winds‟ | Gilmour, Waters                                | Gilmour         | 5:13       |
| 3.              | „Fearless‟          | Gilmour, Waters (tudi Rodgers, Hammerstein II) | Gilmour         | 6:08       |
| 4.              | „San Tropez‟        | Waters                                         | Waters          | 3:43       |
| 5.              | „Seamus‟            | Gilmour, Waters, Wright, Mason                 | Gilmour         | 2:16       |
| Skupna dolžina: | Skupna dolžina:     | Skupna dolžina:                                | Skupna dolžina: | 23:17      |

| Druga stran     | Druga stran     | Druga stran                    | Druga stran       | Druga stran |
| Št.             | Naslov          | Pisec                          | Glavni vokal      | Dolžina     |
| --------------- | --------------- | ------------------------------ | ----------------- | ----------- |
| 1.              | „Echoes‟        | Wright, Gilmour, Waters, Mason | Gilmour in Wright | 23:31       |
| Skupna dolžina: | Skupna dolžina: | Skupna dolžina:                | Skupna dolžina:   | 23:31       |

## Zasedba
Skupino Pink Floyd so sestavljali:
- David Gilmour – kitara, glavni vokali, stranski vokali (‘Fearless’), bas kitara (soglasno z Watersom,  ‘One of These Days’), orglice (‘Seamus’)
- Roger Waters – bas kitara,  akustična kitara in glavni vokali (‘San Tropez’)
- Nick Mason – bobni, tolkala, vokalna fraza (‘One of These Days’)
- RIchard Wright – orgle (Hammond in Farfisa), klaviature, glavni vokal (‘Echoes’), sintetizator EMS VCS 3 (‘One of These Days’)